# Oromë
Oromë es uno de los Valar, perteneciente al grupo de los Aratar. Su nombre significa Sonido de Cuernos; también es conocido como Araw en sindarin. Es el Domador de Animales y el Cazador, vive en las regiones meridionales de Valinor, en el bosque. Todas las naciones de jinetes lo veneran, igual que aquellos que viven de la caza y los pastores y habitantes de los bosques.
Junto con Yavanna y Ulmo no abandonó del todo la Tierra Media cuando los Valar fueron expulsados por Melkor al comenzar las Edades de los Árboles y continuó frecuentándola. De esta forma se dedicaba a cazar a las criaturas de Melkor, utilizando caballos de caza como su montura Nahar y su cuerno Valaróma.
Para evitar sus viajes, Melkor levantó las Montañas Nubladas en los límites orientales de Eriador. Sin embargo, Oromë continuó cazando. De esta forma, descubrió junto al lago Cuiviénen a los Elfos que recién habían despertado. Aun así, Melkor los había descubierto primero, y en vez de hacerles daño directamente, y sabiendo que Oromë rondaría por aquellos lugares, corrió rumores de un peligroso cazador que se llevaría a los Elfos lejos de ahí para torturarlos, que en realidad era lo que Melkor hacía con los Elfos que capturaba (de esta manera surgió la idea entre los elfos de que los Orcos venían de aquellos Elfos capturados al inicio por Melkor.
Fue así como Oromë descubrió a los Elfos y aquellos que creyeron en las mentiras de Melkor huyeron y no se les volvió a ver más. Los demás se quedaron y vieron que eran mentiras las del Cazador malvado, pues la luz de los Árboles de Valinor se reflejaba en sus ojos. Oromë entonces fue a avisar a los Valar del despertar de los primogénitos de Ilúvatar, con lo que dio comienzo la Gran Marcha de los elfos.
De Oromë se conocen los siguientes maiar:
- Tilion, el maia encargado de llevar la nave de la Luna;
- Morinehtar (Alatar), uno de los magos azules; y
- Rómestámo (Pallando), el otro mago azul.

- Datos: Q78555